# الضفدع النطاط الشهير في مقاطعة كالافيراس

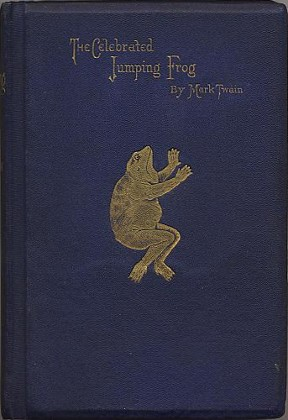
الإصدار الأول (نُشِر بواسطة تشارلز هنري ويب)

«الضفدع النطاط الشهير في مقاطعة كالافيراس» (بالإنجليزية: The Celebrated Jumping Frog of Calaveras County)‏ هي قصة قصيرة كتبها مارك توين عام 1865. كانت القصة أول نجاح كبير له ككاتب ولفتت الانتباه له، وقد تم نشر القصة أيضًا باسم «جيم سمايلي وضفدعه النطاط» (بالإنجليزية: Jim Smiley and His Jumping Frog)‏ وعنوان القصة الأصلي "The Notorious Jumping Frog of Calaveras County". في القصة هناك راويان، فهي قصة داخل قصة. في القصة، يروي الراوي قصة سمعها من نادل يُدعى سايمون ويلر، في فندق أنجلس في أنجلس كامب، كاليفورنيا، عن المقامر والمدمن على المراهنة جيم سمايلي. يصفه الراوي: «إذا رأى حتى حشرة متدرجة تبدأ في الذهاب إلى أي مكان، فإنه يراهن كم من الوقت ستستغرقه الحشرة للوصول إلى أي مكان».
«الضفدع النطاط الشهير في مقاطعة كالافيراس، ورسومات أخرى» هي أيضًا عنوان مجموعة قصص 1867 من القصص القصيرة لمارك توين. كان أول كتاب لـ توين وجمع فيه 27 قصة تم نشرها مسبقًا في المجلات والصحف.

## تاريخ النشر

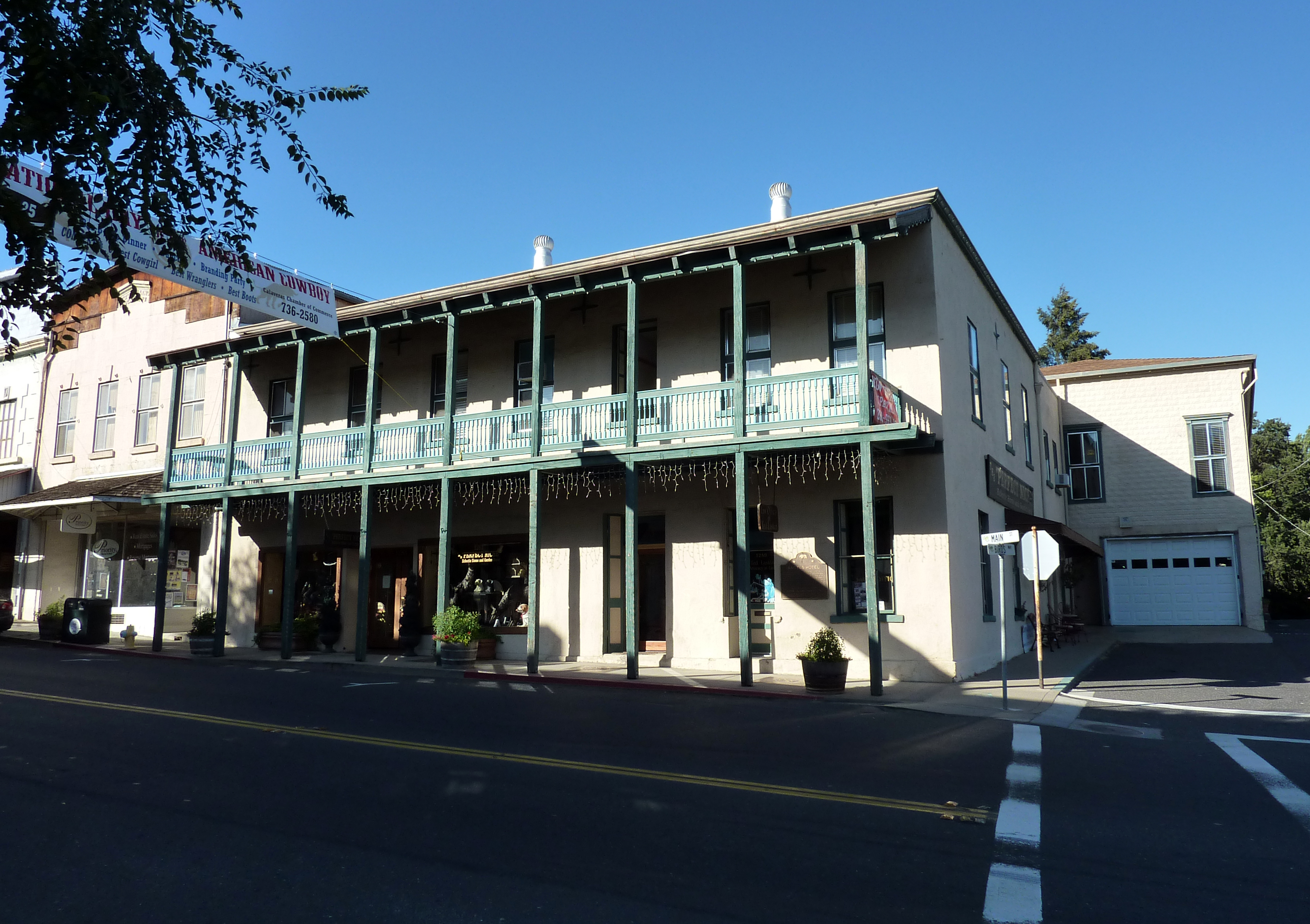
فندق أنجلس

كتب توين أولاً عنوان القصة القصيرة بناءً على طلب صديقه تشارلز فارار براون، لإدراجها في كتابه القادم. عمل توين على نسختين للقصة، ولكن لم يكن أي منهما مُرضيًا بالنسبة له. ضغط عليه براون مرة أخرى، وبحلول الوقت الذي ابتكر فيه توين نسخة وكان على استعداد لتقديمها كان الكتاب على وشك النشر بالفعل، لذلك أرسله براون بدلاً من ذلك إلى صحيفة نيويورك السبت، حيث ظهرت في طبعة 18 نوفمبر 1865، «جيم سمايلي وضفدعه النطاط». وسرعان ما طُبعت في العديد من المجلات والصحف المختلفة كانت قصة توين الملونة شائعة للغاية. طور توين الفكرة أكثر، ونشر بريت هارت هذه النسخة في كاليفورنيا في 16 ديسمبر 1865؛ لكن كانت بعنوان «ضفدع النطاط المشهور في مقاطعة كالافيراس»، وتم تغيير اسم سمايلي إلى غريلي.
دفعت شعبية حكاية توين إلى استخدام القصة لترسيخ كتابه الأول، الذي ظهر في عام 1867 مع إصدار أول من 1000 نسخة فقط. صدرت الطبعة الأولى بسبعة ألوان (بدون ترتيب): أزرق، بني، أخضر، لافندر، برقوق، أحمر، تيراكوتا، طُلِبَت من قبل جامعي الكتب، حيث أنها جلبت آلاف الدولارات في المزادات. في نسخة الكتاب، قام توين بتغيير جرييلي إلى سمايلي.

## القصة
يُرسل أحد الأصدقاء الراوي لمقابلة رجل عجوز، يُدعى سايمون ويلر، والذي قد يعرف مكان ليونيداس سمايلي وهو أحد معارف الراوي القدماء. يجد الراوي سايمون في مخيم قديم، يسأله الراوي إذا كان يعرف أي شيء عن ليونيداس. لكن سايمون لا يعلم، وبدلاً من ذلك يروي قصة عن جيم سمايلي وهو رجل زار المخيم قبل سنوات.
يحب جيم المقامرة ويعرض المراهنة على أي شيء، من سباقات الخيول إلى معارك الكلاب. يصطاد جيم ضفدعاً ويسميه دانل ويبستر، ويقضي ثلاثة أشهر في تدريبه على القفز. عندما يزور شخص غريب المخيم، يعرض جيم دانل للمراهنة بـ 40 دولاراً على أنه يمكنه القفز فوق أي ضفدع آخر في مقاطعة كالافيراس. يقول الرجل الغريب وهو غير متأثر بأنه سيراهن إذا كان لديه ضفدع، لذلك يخرج جيم للقبض على أحد الضفادع ويتركه بمفرده مع دانل. عندما يكون جيم بعيداً، يضع الغريب الرصاص في حلق دانل. وعندما يعود جيم، يضع جيم والغريب الضفادع في الأسفل. يقفز ضفدع الغريب بعيداً بينما لا يتزحزح دانل، ويدفع جيم المشمئز رهان 40 دولارًا. بعد رحيل الغريب، يلاحظ جيم بطء دانل ويجده أثقل بكثير مما يتذكره. يدرك جيم أنه تعرض للغش بعدما يتجشأ دانل حفنة مزدوجة من الرصاص. يقوم جيم بمطاردة الغريب، لكن لم يستطع القبض عليه أبداً.
في هذه اللحظة، يعذر العجوز سايمون للراوي لرؤية شي في الخارج للحظة. يدرك الراوي أن جيم ليس له أي علاقة مع ليونيداس ويقرر حينها أن يغادر، ليوقفه سايمون عند الباب، ويعرض عليه أن يخبره عن بقرة ذات عين واحدة وذيل قصير كان يملكها جيم لكن بدلاً من البقاء لسماع قصة أخرى لا طائل من ورائها، يعذر الراوي سايمون ويغادر.

## التأثيرات
قام لوكاس فوس بتأليف الضفدع النطاط من مقاطعة كالافيراس، وهي مسرح أوبرا من مشهدين ومعه كتيب لجان كارسافينا، مبنية على قصة توين. عُرِضَت الأوبرا لأول مرة في 18 مايو 1950 في جامعة إنديانا.
تم وضع القصة أيضًا كمشهد في فيلم مغامرات مارك توين (1985)، حيث أعاد مارك توين سرد القصة باختصار إلى توم سوير وهاك فين وبيكي ثاتشير.